# パイクス・ピーク・インターナショナル・レースウェイ
パイクス・ピーク・インターナショナル・レースウェイ (Pikes Peak International Raceway, PPIR) は、アメリカ合衆国のサーキット。コロラド州ファウンテンに所在し、コロラドスプリングス南方20マイル (32 km)、プエブロ北方25マイル (40 km)に位置する。2005年に閉鎖されるまで、インディ・レーシング・リーグやNASCARのいくつかのレースを主催した。
全長は1.6マイル (2.6 km)のDシェイプ・オーバル、インフィールドには1.3マイル (2.1 km)のロードコースと0.25マイル (0.40 km)のショートオーバルが設定される。グランドスタンドの収容能力は10,000名。
2005年9月30日、コースはインターナショナル・スピードウェイ・コーポレーションによって買収されたと発表された。同社は11月に施設を閉鎖し、NASCARに対してブッシュ・シリーズをマーティンズビル・スピードウェイで開催するよう要請した。
PPIRは参加型のモータースポーツイベントに焦点を合わせ2008年9月にコースの運営を再開した。多くのアマチュアレースグループが、レースやテスト、トレーニングに同コースを使用している。NASCARはレースコースでのテストを禁止したため、多くのNASCARチームがPPIRでテストを行っている。

## レース結果

### IRL シリーズ
| シーズン | 日付    | 優勝ドライバー         | シャシー  | エンジン       | チーム                               |
| -------- | ------- | ---------------------- | --------- | -------------- | ------------------------------------ |
| 1997     | 6月29日 | トニー・スチュワート   | Gフォース | オールズモビル | チーム・メナード                     |
| 1998     | 8月16日 | ケニー・ブラック       | ダラーラ  | オールズモビル | A.J.フォイト・エンタープライズ       |
| 1999     | 6月27日 | グレッグ・レイ         | ダラーラ  | オールズモビル | チーム・メナード                     |
| 1999     | 8月29日 | グレッグ・レイ         | ダラーラ  | オールズモビル | チーム・メナード                     |
| 2000     | 6月18日 | エディ・チーバー       | ダラーラ  | インフィニティ | チーム・チーバー                     |
| 2001     | 6月17日 | バディ・ラジアー       | ダラーラ  | オールズモビル | ヘメルガーン・レーシング             |
| 2002     | 6月16日 | ジル・ド・フェラン     | ダラーラ  | シボレー       | チーム・ペンスキー                   |
| 2003     | 6月15日 | スコット・ディクソン   | Gフォース | トヨタ         | チップ・ガナッシ・レーシング         |
| 2004     | 8月22日 | ダリオ・フランキッティ | ダラーラ  | ホンダ         | アンドレッティ・グリーン・レーシング |
| 2005     | 8月21日 | ダン・ウェルドン       | ダラーラ  | ホンダ         | アンドレッティ・グリーン・レーシング |

### NASCAR ブッシュ・シリーズ
| シーズン | 優勝ドライバー       | マニファクチャラー |
| -------- | -------------------- | ------------------ |
| 1998     | マット・ケンゼス     | シボレー           |
| 1999     | アンディ・サンターレ | シボレー           |
| 2000     | ジェフ・グリーン     | シボレー           |
| 2001     | ジェフ・パーヴィス   | シボレー           |
| 2002     | ハンク・パーカーJr.  | ダッジ             |
| 2003     | スコット・ウィマー   | シボレー           |
| 2004     | グレッグ・ビッフル   | フォード           |
| 2005     | デヴィッド・グリーン | フォード           |

### NASCAR クラフツマン・トラック・シリーズ
| シーズン | 優勝ドライバー     | マニファクチャラー |
| -------- | ------------------ | ------------------ |
| 1998     | ロン・ホーナディ   | シボレー           |
| 1999     | マイク・ウォレス   | フォード           |
| 2000     | グレッグ・ビッフル | フォード           |
| 2001     | ジョー・ラットマン | ダッジ             |
| 2002     | マイク・ブリス     | シボレー           |

### NASCAR キャンピング・ワールド・ウェスト・シリーズ
| シーズン | 優勝ドライバー           | マニファクチャラー |
| -------- | ------------------------ | ------------------ |
| 1997     | マイケル・ウォルトリップ | フォード           |
| 1998     | ケヴィン・ハーヴィック   | シボレー           |
| 1999     | マイク・ウォレス         | フォード           |
| 2005     | スティーヴ・ポーテンガ   | シボレー           |

## 参照
1. ↑  PPIR Website Facilities Description Page